# Porto de Petrolina
O Porto de Petrolina foi um porto fluvial com sede na cidade de mesmo nome no estado de Pernambuco. Fundado em 2010, o porto foi administrado pela sociedade de economia mista Porto Fluvial de Petrolina S/A. A empresa estatal foi extinta lei 17.137/2020.